# Rudi Speer
Rudi Speer (geboren 29. Dezember 1930 in Spremberg) ist ein ehemaliger deutscher Fußballtrainer. Er war für zwei Spieltage im März 1982 Trainer des FC Energie Cottbus in der DDR-Oberliga.